# Изворово (област Стара Загора)
Вижте пояснителната страница за други значения на Изворово.
Ѝзворово е село в Южна България, община Чирпан, област Стара Загора.

## География
Село Изворово се намира на около 28 km югозападно от областния център Стара Загора и 11 km северно от общинския център Чирпан. Разположено е в Горнотракийската низина, в южните склонове на Чирпанските възвишения, в плитката долина на течащата от север на юг през селото река Малък Юрт (Старата река). Надморската височина в центъра на селото е около 323 m. Климатът е преходно-континентален.
Общинският път през Изворово води на североизток към селата Стоян-Заимово и Могилово, а на югозапад – до връзка с третокласния републикански път III-608 и по него на юг – към град Чирпан.
Землището на село Изворово граничи със землищата на: село Найденово на северозапад; село Стоян-Заимово на север; село Винарово на североизток; село Рупките на изток; село Спасово на юг; село Средно градище на запад.
В землището на село Изворово има два микроязовира.
Етническият състав на населението по численост и дял на етническите групи според преброяването през 2011 г. е:
| Етнически групи     | Численост | Дял (в %) |
| Общо                | 129       | 100       |
| Българи             | 116       | 89,92     |
| Турци               | ...       | ...       |
| Цигани              | ...       | ...       |
| Други               | 8         | 6,20      |
| Не се самоопределят | ...       | ...       |
| Не отговорили       | 3         | 2,33      |

Числеността на населението на село Изворово по данните от преброяванията от 1934 г. насам се променя, както следва:
| \| Година на преброяване \| Численост \| \| --------------------- \| --------- \| \| 1934 \| 1027 \| \| 1946 \| 974 \| \| 1956 \| 828 \| \| 1965 \| 531 \| \| 1975 \| 474 \| \| 1985 \| 316 \| \| 1992 \| 261 \| \| 2001 \| 188 \| \| 2011 \| 129 \| \| 2021 \| 112 \| |           |
| Година на преброяване | Численост |
| 1934 | 1027      |
| 1946 | 974       |
| 1956 | 828       |
| 1965 | 531       |
| 1975 | 474       |
| 1985 | 316       |
| 1992 | 261       |
| 2001 | 188       |
| 2011 | 129       |
| 2021 | 112       |

## История
След Руско-турската война 1877 – 1878 г. по Берлинския договор 1878 г. селото – тогава с име Ишиврен (Ешеврен), остава в Източна Румелия; присъединено е към България след Съединението 1885 г. Селото с име Ишиврен (Ешеврен) е преименувано на Изворово през 1906 г.
Начално училище в село Ешеврен (Изворово) е създадено през 1888 г. Според запазени документи, в училището са учили само момчета. Ползвани са 3 малки стаи към построената през 1872 г. църква. Тези помещения са ползвани до 1928 г., когато са разрушени от земетресение. Построено е ново училище на ново място с 4 големи класни стаи, салон и 4 малки стаи. За първи път се учи в новата сграда през учебната 1929 – 1930 г. Броят на учениците постепенно намалява и от 152 през 1888 г. стига до 60 през 1944 г. Запазени архивни документи на училището има до 1956 г. През следващите години децата от Изворово учат в училището в село Спасово, заедно с деца и от селата Рупките, Средно градище и Стоян Заимово.
Читалище с наименование „П. К. Яворов“ е създадено през 1928 г. През 2009 г. на законово основание към наименованието му е добавена годината на неговото първоначално създаване и то става „П. К. Яворов – 1928 г.“.
Село Изворово има многовековна история. По територията на цялото землище се намират древни некрополи, остатъци от римски крепости и вила, тракийски могили и старобългарски постройки. През селото е минавал един от главните пътища в древността север-юг, свързващ древните тракийски градове Тонзос и Севтополис с Филипополис (Пловдив). На 6 километра от селото е открито неолитно селище и късноримската крепост Карасура, на която проучванията продължават. През различните времена по билото на планинската верига край селото е минавала границата между различните тракийски държави, по-късно и на Римската империя. За това свидетелстват двете гранични крепости /градища/ на територията на селото. През древността се е ползвал проходът на север от селото, наречен по-късно от османлиите Гичит /Удобен проход/. По цялото поречие на Стара река, чиито извори са в землището на селото, са се развивали селища, които продължвата да съществуват. Най-голямото природно богатство са изворите, които през периода 1945 – 1990 са каптирани и усвоени за нуждите на водоснабдяването на околните селища. В периода на продължително засушаване 1980 – 1985 г. в с. Изворово има режим на водата. След направени сондажи проблемите са решени. Действащи извори са Пеневска чешма, Овчарска среща, Бялото кладенче, Доньовско кладенче. Двата микроязовира осигуряват и допълнително водни ресурси за напояване. Друго местно природно богатство е дивечът (сърни, зайци, яребици, пъдпъдък, диво прасе), който се среща в околностите на селото. За опазването и регулирането му се грижи местната ловна дружинка. Условията за лов и риболов са чудесни, което е предпоставка за ловен, риболовен и еко туризъм. В с. Изворово няма изградена леглова база за настаняване. Най-близки хотели и туристически спални са в Чирпан.

## Религии
Основна религия на местното население е източното православие.

## Обществени институции
Изпълнителната власт в село Изворово към 2025 г. се упражнява от кметски наместник.
В село Изворово към 2025 г. има:
- действащо читалище „П. К. Яворов – 1928 г.“;[13]
- православна църква „Свети Георги“;[14]
- пощенска станция;[15]
- Къща музей на поета Неделчо Ганев.

## Редовни събития
Традиционен събор – 6 май – Гергьовден.

## Известни личности
- Неделчо Ганев 1944 – 2023) – поет
- Калю Катеров (1924 – 2018)
- Проф. Петко Троев – професор по руска класическа литература в СУ
- Никола Байков – икономист и деец на Българската комунистическа партия